# Ginnastica ai Giochi della XXXI Olimpiade
Nel programma della Ginnastica ai Giochi della XXXI Olimpiade sono comprese gare di ginnastica artistica, ritmica e trampolino elastico. Tutte le gare si sono svolte alla HSBC Arena - Arena Olímpica do Rio di Rio de Janeiro, Brasile, dal 6 al 21 agosto.

## Qualificazioni
Le qualificazioni si basano sui risultati ottenuti ai Campionati Mondiali di ginnastica artistica, ritmica e trampolino del 2015 e al Test Event Pre-Olimpico svoltosi dal 16 al 22 aprile 2016.
Per la ginnastica artistica, le prime otto squadre classificate nel concorso maschile e femminile dei Campionati Mondiali si qualificano direttamente ai Giochi Olimpici. Quelle classificate tra il nono e il sedicesimo posto partecipano al Test Event Pre-Olimpico che qualifica altre quattro squadre. I vincitori di medaglie individuali hanno accesso diretto ai Giochi.
Per la ginnastica ritmica, le migliori dieci squadre si qualificano alle Olimpiadi, le restanti migliori sei classificate disputano il Test Event con in palio gli ultimi tre posti disponibili. Dei dieci posti assegnati durante i Campionati Mondiali, gli ultimi due serviranno eventualmente per garantire la presenza di almeno tre continenti. Per quanto riguarda le individualiste, si qualificano automaticamente le migliori 15 atlete (massimo due ginnaste per nazione) mentre le restanti 22 partecipano al Test Event per l'assegnazione dei posti rimanenti.
Per il trampolino elastico, i migliori otto uomini e donne si classificano direttamente alle Olimpiadi, tenendo sempre conto della regola dei passaporti. I restanti 32 atleti (16 uomini e 16 donne) partecipano al Test Event per l'assegnazioni degli ultimi 10 posti disponibili (5 uomini e 5 donne).

## Calendario[1]
| Ginnastica ai Giochi della XXXI Olimpiade | Ginnastica ai Giochi della XXXI Olimpiade | Ginnastica ai Giochi della XXXI Olimpiade | Ginnastica ai Giochi della XXXI Olimpiade | Ginnastica ai Giochi della XXXI Olimpiade | Ginnastica ai Giochi della XXXI Olimpiade | Ginnastica ai Giochi della XXXI Olimpiade | Ginnastica ai Giochi della XXXI Olimpiade | Ginnastica ai Giochi della XXXI Olimpiade | Ginnastica ai Giochi della XXXI Olimpiade | Ginnastica ai Giochi della XXXI Olimpiade | Ginnastica ai Giochi della XXXI Olimpiade | Ginnastica ai Giochi della XXXI Olimpiade | Ginnastica ai Giochi della XXXI Olimpiade | Ginnastica ai Giochi della XXXI Olimpiade | Ginnastica ai Giochi della XXXI Olimpiade | Ginnastica ai Giochi della XXXI Olimpiade | Ginnastica ai Giochi della XXXI Olimpiade | Ginnastica ai Giochi della XXXI Olimpiade | Ginnastica ai Giochi della XXXI Olimpiade |
| Agosto                                    | Agosto                                    | 6                                         | 7                                         | 8                                         | 9                                         | 10                                        | 11                                        | 12                                        | 13                                        | 14                                        | 15                                        | 16                                        | 17                                        | 18                                        | 19                                        | 20                                        | 21                                        | Totale                                    |                                           |
| ----------------------------------------- | ----------------------------------------- | ----------------------------------------- | ----------------------------------------- | ----------------------------------------- | ----------------------------------------- | ----------------------------------------- | ----------------------------------------- | ----------------------------------------- | ----------------------------------------- | ----------------------------------------- | ----------------------------------------- | ----------------------------------------- | ----------------------------------------- | ----------------------------------------- | ----------------------------------------- | ----------------------------------------- | ----------------------------------------- | ----------------------------------------- | ----------------------------------------- |
|                                           | Uomini                                    | Q                                         |                                           | squadra                                   |                                           | individuale                               |                                           |                                           |                                           | corpo libero cavallo                      | anelli volteggio                          | parallele sbarra                          |                                           |                                           |                                           |                                           |                                           | 8                                         |                                           |
| Donne                                     |                                           | Q                                         |                                           | squadra                                   |                                           | individuale                               |                                           |                                           | volteggio parallele                       | trave                                     | corpo libero                              |                                           |                                           |                                           |                                           |                                           | 6                                         |                                           |                                           |
|                                           | Donne                                     |                                           |                                           |                                           |                                           |                                           |                                           |                                           |                                           |                                           |                                           |                                           |                                           |                                           | Q                                         | individuale                               |                                           | 1                                         |                                           |
|                                           | Donne                                     |                                           |                                           |                                           |                                           |                                           |                                           |                                           |                                           |                                           |                                           |                                           |                                           |                                           | Q                                         | squadra                                   | 1                                         |                                           |                                           |
|                                           | Uomini                                    |                                           |                                           |                                           |                                           |                                           |                                           | individuale                               |                                           |                                           |                                           |                                           |                                           |                                           |                                           |                                           |                                           | 1                                         |                                           |
| Donne                                     |                                           |                                           |                                           |                                           |                                           |                                           |                                           | individuale                               |                                           |                                           |                                           |                                           |                                           |                                           |                                           |                                           | 1                                         |                                           |                                           |
| Totale                                    | Totale                                    |                                           |                                           | 1                                         | 1                                         | 1                                         | 1                                         | 1                                         | 1                                         | 4                                         | 3                                         | 3                                         |                                           |                                           |                                           | 1                                         | 1                                         | 18                                        |                                           |

|  | Qualificazioni |  | Finali |

## Podi[2][3][4]

### Uomini
| Evento                           | Oro                                                                          | Punti   | Argento                                                                                  | Punti   | Bronzo                                                       | Punti   |
| Ginnastica artistica             |                                                                              |         |                                                                                          |         |                                                              |         |
| Concorso a squadre (dettagli)    | Giappone Ryōhei Katō Kenzō Shirai Yūsuke Tanaka Kōhei Uchimura Kōji Yamamuro | 274.094 | Russia Denis Abljazin David Beljavskij Ivan Stretovich Nikolai Kuksenkov Nikita Nagornyj | 271.453 | Cina Deng Shudi Lin Chaopan Liu Yang You Hao Zhang Chenglong | 271.122 |
| Concorso individuale (dettagli)  | Kōhei Uchimura                                                               | 92.365  | Oleh Vernjajev                                                                           | 92.266  | Max Whitlock                                                 | 90.641  |
| Corpo libero (dettagli)          | Max Whitlock                                                                 | 15.633  | Diego Hypólito                                                                           | 15.533  | Arthur Mariano                                               | 15.433  |
| Cavallo con maniglie (dettagli)  | Max Whitlock                                                                 | 15.966  | Louis Smith                                                                              | 15.833  | Alexander Naddour                                            | 15.700  |
| Anelli (dettagli)                | Eleutherios Petrounias                                                       | 16.000  | Arthur Zanetti                                                                           | 15.766  | Denis Abljazin                                               | 15.700  |
| Volteggio (dettagli)             | Ri Se-gwang                                                                  | 15.691  | Denis Abljazin                                                                           | 15.516  | Kenzō Shirai                                                 | 15.449  |
| Parallele simmetriche (dettagli) | Oleh Vernjajev                                                               | 16.041  | Danell Leyva                                                                             | 15.900  | David Beljavskij                                             | 15.783  |
| Sbarra (dettagli)                | Fabian Hambüchen                                                             | 15.766  | Danell Leyva                                                                             | 15.500  | Nile Wilson                                                  | 15.466  |
| Trampolino elastico              |                                                                              |         |                                                                                          |         |                                                              |         |
| Individuale (dettagli)           | Uladzislau Hancharou                                                         | 61.745  | Dong Dong                                                                                | 60.535  | Gao Lei                                                      | 60.175  |

### Donne
| Evento                            | Oro                                                                                                 | Punti   | Argento                                                                                     | Punti   | Bronzo | Punti   |
| Ginnastica artistica              | |         |                                                                                             |         | |         |
| Concorso a squadre (dettagli)     | Stati Uniti Simone Biles Gabrielle Douglas Laurie Hernandez Madison Kocian Alexandra Raisman        | 184.897 | Russia Angelina Mel'nikova Alija Mustafina Marija Paseka Dar'ja Spiridonova Seda Tutchaljan | 176.688 | Cina Fan Yilin Mao Yi Shang Chunsong Tan Jiaxin Wang Yan                                                        | 176.003 |
| Concorso individuale (dettagli)   | Simone Biles                                                                                        | 62.198  | Alexandra Raisman                                                                           | 60.098  | Alija Mustafina                                                                                                 | 58.665  |
| Volteggio (dettagli)              | Simone Biles                                                                                        | 15.966  | Marija Paseka                                                                               | 15.253  | Giulia Steingruber                                                                                              | 15.216  |
| Parallele asimmetriche (dettagli) | Alija Mustafina                                                                                     | 15.900  | Madison Kocian                                                                              | 15.833  | Sophie Scheder                                                                                                  | 15.566  |
| Trave (dettagli)                  | Sanne Wevers                                                                                        | 15.466  | Laurie Hernandez                                                                            | 15.333  | Simone Biles | 14.733  |
| Corpo libero (dettagli)           | Simone Biles                                                                                        | 15.966  | Alexandra Raisman                                                                           | 15.500  | Amy Tinkler | 14.933  |
| Ginnastica ritmica                | |         |                                                                                             |         | |         |
| Individuale (dettagli)            | Margarita Mamun                                                                                     | 76.483  | Jana Kudrjavceva                                                                            | 75.608  | Hanna Rizatdinova                                                                                               | 73.583  |
| A squadre (dettagli)              | Russia Vera Birjukova Anastasija Bliznjuk Anastasija Maksimova Anastasija Tatareva Marija Tolkačëva | 36.233  | Spagna Sandra Aguilar Artemi Gavezou Elena López Lourdes Mohedano Alejandra Quereda         | 35.766  | Bulgaria Reneta Kamberova Lyubomira Kazanova Mihaela Maevska-Velichkova Tsvetelina Naydenova Hristiana Todorova | 35.766  |
| Trampolino elastico               | |         |                                                                                             |         | |         |
| Individuale (dettagli)            | Rosannagh MacLennan                                                                                 | 56.465  | Bryony Page                                                                                 | 56.040  | Li Dan | 55.885  |

## Medagliere
| Posizione | Paese          | Oro | Argento | Bronzo | Totale |
| --------- | -------------- | --- | ------- | ------ | ------ |
| 1         | Stati Uniti    | 4   | 6       | 2      | 12     |
| 2         | Russia         | 3   | 5       | 3      | 11     |
| 3         | Gran Bretagna  | 2   | 2       | 3      | 7      |
| 4         | Giappone       | 2   | 0       | 1      | 3      |
| 5         | Ucraina        | 1   | 1       | 1      | 3      |
| 6         | Germania       | 1   | 0       | 1      | 2      |
| 7         | Bielorussia    | 1   | 0       | 0      | 1      |
| 7         | Canada         | 1   | 0       | 0      | 1      |
| 7         | Corea del Nord | 1   | 0       | 0      | 1      |
| 7         | Grecia         | 1   | 0       | 0      | 1      |
| 7         | Paesi Bassi    | 1   | 0       | 0      | 1      |
| 12        | Brasile        | 0   | 2       | 1      | 3      |
| 13        | Cina           | 0   | 1       | 4      | 5      |
| 14        | Spagna         | 0   | 1       | 0      | 1      |
| 15        | Bulgaria       | 0   | 0       | 1      | 1      |
| 15        | Svizzera       | 0   | 0       | 1      | 1      |
| Totale    | Totale         | 18  | 18      | 18     | 54     |